# Stanley Soeropawiro
Stanley Soeropawiro (Paramaribo, 11 juli 1970) is een Surinaams voormalig ambtenaar en politicus. Hij behartigde jarenlang religieuze zaken bij het ministerie van Binnenlandse Zaken. In 2025 werd hij minister van Grondbeleid en Bosbeheer in het kabinet-Simons op voordracht van de Pertjajah Luhur (PL).

## Biografie
Na het behalen van zijn vwo-diploma en het eerste jaar van de Technologische Faculteit  aan de Anton de Kom Universiteit van Suriname (AdeKUS), ging Stanley Soeropawiro in 1990 voor islamitische studie naar Medina in Saoedi-Arabië. In de eerste twee jaar studeerde hij Arabisch en in 1996 behaalde hij zijn bachelor aan de faculteit voor Islamitisch Recht (Sharia) aan de islamitische universiteit van Medina. Hierna volgde hij nog verschillende trainingen, waaronder van 2000 tot 2001 in leiderschap in Mekka. In 2014 behaalde hij als deeltijdstudie zijn mastertitel.
In 1997 trad hij in dienst van het ministerie van Binnenlandse Zaken. Tot 2000 was hij senior beleidsmedewerker op het gebied van Religieuze Aangelegenheden. Van 2001 tot 2014 was hij hoofd van de Afdeling Eredienst en sindsdien opnieuw beleidsadviseur voor Religieuze Aangelegenheden.
Hij was van 2004 tot 2015 secretaris en is sindsdien voorzitter van de islamitische stichting Itqon. Daarnaast is hij daar voorzitter van deelcommissies, zoals de Halalcommissie en het Shariabestuur, en sinds 2007 cursuscoördinator. Tijdens de conferentie over de erfenis slavernij en contractarbeid in juni 2013 gaf hij een presentatie over de ontwikkeling van de islam onder de Javaanse moslims in Suriname. Samen met 45 andere presentaties werd het in 2016 opgenomen in een vierdelige publicatie van de AdeKUS onder hoofdredactie van de historicus Maurits Hassankhan.
Toen partijleider Bronto Somohardjo in oktober 2024 ontslag nam als minister van Binnenlandse Zaken, na een verstoorde werkrelatie met vicepresident Ronnie Brunswijk,  schoof de Pertjajah Luhur (PL) 25 kandidaten naar voren als opvolger, onder wie Soeropawiro. De president en vicepresident verkozen echter geen lid van de PL, maar Delano Landvreugd, een partijgenoot van Brunswijk (ABOP).
Tijdens de verkiezingen van 2025 was Soeropawiro op plaats 8 verkiesbaar namens de PL. De PL behaalde twee zetels en leverde twee ministers, onder wie Soeropawiro voor het ministerie van Grondbeleid en Bosbeheer. Hij werd op 16 juli 2025 beëdigd en kreeg het ministerie de volgende dag overgedragen door vertrekkend minister Dinotha Vorswijk.